# 리투아니아의 국장

리투아니아의 국장

리투아니아의 국장은 1991년에 제정되었다. 리투아니아어로는 "추격자"를 뜻하는 비티스(리투아니아어: Vytis)라고 부른다. 국장의 원형은 1366년부터 사용된 리투아니아 대공국의 국장이다.
빨간색 방패 안에는 하얀색 말을 탄 은색 갑옷을 입은 기사가 하늘색 안장에 앉은 채로 왼손에는 은색 칼을 휘두르고 있으며 오른손에는 노란색 로렌 십자가 새겨진 하늘색 방패를 건 채로 있는 형상의 그림이 그려져 있다.

## 그 외의 국장

리투아니아의 대통령 문장
세이마스(리투아니아 의회) 문장

## 역대 리투아니아의 국장

리투아니아 소비에트 사회주의 공화국의 국장

## 같이 보기
- 리투아니아 소비에트 사회주의 공화국의 국장